# Грибен (Мекленбург)
Грибен (њем. Grieben) општина је у њемачкој савезној држави Мекленбург-Западна Померанија. Једно је од 91 општинског средишта округа Нордвестмекленбург. Према процјени из 2010. у општини је живјело 166 становника. Посједује регионалну шифру (AGS) 13058035.

## Географски и демографски подаци
Грибен се налази у савезној држави Мекленбург-Западна Померанија у округу Нордвестмекленбург. Општина се налази на надморској висини од 16 метара. Површина општине износи 6,2 km². У самом мјесту је, према процјени из 2010. године, живјело 166 становника. Просјечна густина становништва износи 27 становника/km².

## Међународна сарадња
| Мјесто | Држава  | Врста сарадње | Од    |
| ------ | ------- | ------------- | ----- |
|        | Шведска | партнерство   | 2003. |
| Извор  |         |               |       |